# HD 105678
HD 105678，又名BD+75 469，SAO 7512、HR 4627，是一颗恒星，视星等为6.35，位于銀經126.63，銀緯42.17，其B1900.0坐标为赤經12h 4m 55.9s，赤緯+75° 42.17′ 4″。